# Wondai
Wondai is een plaats in de Australische deelstaat Queensland en telt 1402 inwoners (2006).